# Южнотихоокеанские мини-игры 1981
I Южнотихоокеанские мини-игры прошли 8—16 июля 1981 года в городе Хониара на Соломоновых Островах.

## Страны-участницы
Организатором Игр, где выступают спортсмены малых стран Тихоокеанского региона стал Совет Тихоокеанских игр, который также проводит Тихоокеанские игры, где выступают все страны региона. Цель соревнований — создать возможность развивать и продвигать спорт в малых государствах, выявлять спортивные таланты, обеспечивать платформу для участия во многих видах спорта и попадания на Олимпийские игры.
В соревнованиях участвовали спортсмены из 15 государств и территорий.
- Американское Самоа
- Вануату
- Гуам
- Западное Самоа
- Кирибати
- Новая Каледония
- Остров Норфолк
- Острова Кука
- Папуа — Новая Гвинея
- Северные Марианские Острова
- Соломоновы Острова
- Тонга
- Уоллис и Футуна
- Фиджи
- Французская Полинезия

## Виды спорта
На I Южнотихоокеанских мини-играх были представлены 5 видов спорта. Точное число разыгранных комплектов наград неизвестно из-за отсутствия информации по боксёрскому турниру. Самым медалеёмким видом стала лёгкая атлетика. В футболе соревновались только мужчины, в нетболе — только женщины.
- Бокс (?) (подробнее)
- Лёгкая атлетика (36) (подробнее)
- Нетбол (1) (подробнее)
- Теннис (5) (подробнее)
- Футбол (1) (подробнее)

## Медальный зачёт
Победителем медального зачёта стала сборная Новой Каледонии. Без наград остались Гуам, Кирибати, Норфолк и Северные Марианские Острова.
| Место | Страна                | Золото | Серебро | Бронза | Всего |
| ----- | --------------------- | ------ | ------- | ------ | ----- |
| 1     | Новая Каледония       | 17     | 17      | 11     | 45    |
| 2     | Французская Полинезия | 10     | 7       | 5      | 22    |
| 3     | Папуа — Новая Гвинея  | 8      | 6       | 6      | 20    |
| 4     | Фиджи                 | 5      | 3       | 8      | 16    |
| 5     | Западное Самоа        | 4      | 2       | 3      | 9     |
| 6     | Соломоновы Острова    | 2      | 6       | 9      | 17    |
| 7     | Американское Самоа    | 2      | 1       | 0      | 3     |
| 8     | Острова Кука          | 1      | 3       | 0      | 4     |
| 9     | Тонга                 | 1      | 0       | 2      | 3     |
| 10    | Уоллис и Футуна       | 1      | 0       | 1      | 2     |
| 11    | Вануату               | 0      | 4       | 8      | 12    |

## Отражение в филателии
В 1981 году Соломоновы Острова выпустили посвящённый Южнотихоокеанским мини-играм почтовый блок с маркой номиналом 1 доллар. На нём помимо эмблемы соревнований были напечатаны флаги всех малых стран и территорий Тихоокеанского региона, в том числе тех, что не были представлены на мини-играх. Также вышла серия из пяти марок с изображением пяти видов спорта, включённых в программу соревнований. Марка с нетболом имела номинал 8 центов, с теннисом — 10 центов, с бегом (лёгкая атлетика) — 25 центов, с футболом — 30 центов, с боксом — 45 центов.